# Rick Mitchell
Richard Charles „Rick“ Mitchell (* 24. März 1955 in Sydney; † 30. Mai 2021 in Brisbane) war ein australischer Sprinter.
Bei den Olympischen Spielen 1976 in Montreal wurde er Sechster im Wettkampf über 400 m. Im Wettkampf über 200 m gewann er seinen Vorlauf, trat aber zum Viertelfinale nicht an. Mit der australischen Mannschaft schied er im 4-mal-400-Meter-Staffel-Wettkampf in der Vorrunde aus.
1978 siegte er bei den Commonwealth Games in Edmonton über 400 m und gewann mit der australischen Stafette Bronze. 1980 errang er im Wettkampf über 400 m Silber bei den Olympischen Spielen in Moskau hinter Wiktor Markin aus dem Gastgeberland. Zwei weitere Silbermedaillen folgten bei den Commonwealth Games 1982 in Brisbane über 400 m und in der 4-mal-400-Meter-Staffel.
Seinen letzten Auftritt bei einer internationalen Meisterschaft hatte er zwei Jahre später bei den Olympischen Spielen 1984 in Los Angeles. Mit der australischen Stafette kam er auf den vierten Platz.
1976, 1977 und 1980 wurde er australischer Meister über 400 m.

## Persönliche Bestzeiten
- 200 m: 20,8 s, 29. Februar 1976, Melbourne
- 400 m: 44,84 s, 30. Juli 1980, Moskau (ehemaliger australischer Rekord)